# César-díjak 2002
La pianiste
A 27. César-gálára 2002. március 2-án került sor, Nathalie Baye színésznő elnökletével.
Az előző évek gyakorlatától eltérően, amikor is egy-egy film kitüntető szerepet játszott és díjak sokaságát vitte el, a 2001. évi francia filmtermés javát felvonultató díjátadóra a sokszínűség és a változatosság jellemezte: a 28 jelölt alkotásból 12 kapott elismerést. Az előzetes várakozások és kiugró közönségsiker ellenére az Amélie csodálatos élete nem tudott rekordot dönteni: a 13 jelölésből csupán 4 díjat kapott. A nagy vesztesek közé tartozott a Tiszti szoba című film, amely kilenc jelölés mellett mindössze 2 Césart tudhatott magáénak. Noha többszörösen jelöltek voltak, több filmnek meg kellett elégednie egy-egy díjjal, A zongoratanárnőtől a Vándormadarakon és a Senkiföldjén át a Farkasok szövetségéig.
A díjátadó rendezvénynek 2002-ben új, reprezentatív helyszínt kerestek, a választás a felújított Châtelet Színházra (Théâtre du Châtelet) esett.

## Díjazottak és jelöltek
| Díjak                                      | Díjazottak és jelöltek |
| ------------------------------------------ | --- |

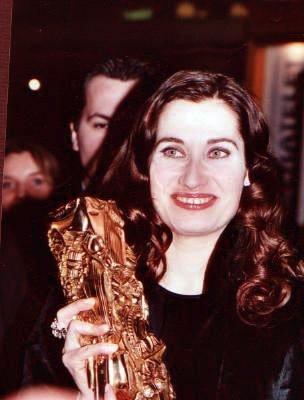
Emmanuelle Devos, a legjobb színésznőnek járó Césarral

| Legjobb film                               | - Amélie csodálatos élete (Le fabuleux destin d'Amélie Poulain), rendezte: Jean-Pierre Jeunet - A számat figyeld (Sur mes lèvres), rendezte: Jacques Audiard - Homok alatt (Sous le sable), rendezte: François Ozon - Káosz (Chaos), rendezte: Coline Serreau - Tiszti szoba (La chambre des officiers), rendezte: François Dupeyron                                                                                          |
| Legjobb rendező                            | - Jean-Pierre Jeunet – Amélie csodálatos élete (Le fabuleux destin d'Amélie Poulain) - Jacques Audiard – A számat figyeld (Sur mes lèvres) - Patrice Chéreau – Intimitás (Intimité) - François Dupeyron – Tiszti szoba (La chambre des officiers) - François Ozon – Homok alatt (Sous le sable) |
| Legjobb színésznő                          | - Emmanuelle Devos – A számat figyeld (Sur mes lèvres) - Catherine Frot – Káosz (Chaos) - Isabelle Huppert – A zongoratanárnő (La pianiste) - Charlotte Rampling – Homok alatt (Sous le sable) - Audrey Tautou – Amélie csodálatos élete (Le fabuleux destin d'Amélie Poulain) |
| Legjobb színész                            | - Michel Bouquet – Hogyan öltem meg az apámat? (Comment j'ai tué mon père) - Éric Caravaca – Tiszti szoba (La chambre des officiers) - Vincent Cassel – A számat figyeld (Sur mes lèvres) - André Dussollier – Tanguy – Nyakunkon a kisfiunk (Tanguy) - Jacques Dutronc – Meghitt halál (C'est la vie) |
| Legjobb mellékszereplő színésznő           | - Annie Girardot – A zongoratanárnő (La pianiste) - Nicole Garcia – Betty Fisher és a többiek (Betty Fisher et autres histoires) - Noémie Lvovsky – Színésznő a feleségem (Ma femme est une actrice) - Isabelle Nanty – Amélie csodálatos élete (Le fabuleux destin d'Amélie Poulain) - Line Renaud – Káosz (Chaos) |
| Legjobb mellékszereplő színész             | - André Dussolier – Tiszti szoba (La chambre des officiers) - Edouard Baer – Betty Fisher és a többiek (Betty Fisher et autres histoires) - Jamel Debbouze – Amélie csodálatos élete (Le fabuleux destin d'Amélie Poulain) - Jean-Paul Roussillon – Egy fecske csinált nyarat (Une hirondelle a fait le printemps) - Rufus – Amélie csodálatos élete (Le fabuleux destin d'Amélie Poulain)                                    |
| Legígéretesebb fiatal színésznő            | - Rachida Brakni – Káosz (Chaos) - Marion Cotillard – Búcsúdal (Les jolies choses) - Hélène De Fougerolles – Ki tudja? (Va savoir) - Hélène Fillières – A nap királynője (Reines d'un jour) - Isild Le Besco – Roberto Succo |
| Legígéretesebb fiatal színész              | - Robinson Stévenin – Transfixed (Mauvais genres) - Éric Berger – Tanguy – Nyakunkon a kisfiunk (Tanguy) - Stefano Cassetti – Roberto Succo - Grégori Dérangère – Tiszti szoba (La chambre des officiers) - Jean-Michel Portal – Tiszti szoba (La chambre des officiers) |
| Legjobb operatőr                           | - Nagata Tecuo – Tiszti szoba (La chambre des officiers) - Bruno Delbonnel – Amélie csodálatos élete (Le fabuleux destin d'Amélie Poulain) - Mathieu Vadepied – A számat figyeld (Sur mes lèvres) |
| Legjobb vágás                              | - Marie-Josephe Yoyotte – Vándormadarak (Le peuple migrateur) - Hervé Schneid – Amélie csodálatos élete (Le fabuleux destin d'Amélie Poulain) - Juliette Welfling – A számat figyeld (Sur mes lèvres) |
| Legjobb eredeti vagy adaptált forgatókönyv | - Jacques Audiard és Tonino Benacquista – A számat figyeld (Sur mes lèvres) - François Dupeyron – Tiszti szoba (La chambre des officiers) - Jean-Pierre Jeunet, Guillaume Laurant – Amélie csodálatos élete (Le fabuleux destin d'Amélie Poulain) - Coline Serreau – Káosz (Chaos) - Danis Tanović – Senkiföldje (No Man's Land)                                                                                              |
| Legjobb filmzene                           | - Yann Tiersen – Amélie csodálatos élete (Le fabuleux destin d'Amélie Poulain) - Bruno Coulais – Vándormadarak (Le peuple migrateur) - Alexandre Desplat – A számat figyeld (Sur mes lèvres) - Joseph LoDuca – Farkasok szövetsége (Le pacte des loups) |
| Legjobb hang                               | - Marc-Antoine Beldent, Cyril Holtz, Pascal Villard – A számat figyeld (Sur mes lèvres) - Vincent Arnardi, Gérard Hardy, Laurent Kossayan, Jean Umansky – Amélie csodálatos élete (Le fabuleux destin d'Amélie Poulain) - Cyril Holtz, Jean-Paul Mugel – Farkasok szövetsége (Le pacte des loups) |
| Legjobb díszlet                            | - Aline Bonetto – Amélie csodálatos élete (Le fabuleux destin d'Amélie Poulain) - Antoine Fontaine et Jean-Baptiste Marot – Egy hölgy és a herceg (L'anglaise et le duc) - Guy-Claude François – Farkasok szövetsége (Le pacte des loups) |
| Legjobb jelmez                             | - Dominique Borg – Farkasok szövetsége (Le pacte des loups) - Catherine Bouchard – Tiszti szoba (La chambre des officiers) - Madeline Fontaine – Amélie csodálatos élete (Le fabuleux destin d'Amélie Poulain) - Pierre-Jean Larroque – Egy hölgy és a herceg (L'anglaise et le duc) |
| Legjobb fikciós elsőmű                     | - Senkiföldje (No Man's Land), rendezte: Danis Tanović - Egy fecske csinált nyarat (Une hirondelle a fait le printemps), rendezte: Christian Carion - Grégoire Moulin a világ ellen (Grégoire Moulin contre l'humanité), rendezte: Artus de Penguern - Színésznő a feleségem (Ma femme est une actrice), rendezte: Yvan Attal - Vándormadarak (Le peuple migrateur), rendezte: Jacques Perrin, Jacques Cluzaud, Michel Debats |
| Legjobb rövidfilm                          | - Au premier dimanche d'août, rendezte: Florence Miailhe - Des morceaux de ma femme, rendezte: Frédéric Pelle - La pomme, la figue et l'amande, rendezte: Joël Brisse - Les filles du douze, rendezte: Pascale Breton - Millevaches [Expérience], rendezte: Pierre Vinour |
| Legjobb külföldi film                      | - Mulholland Drive – A sötétség útja (Mulholland Drive), rendezte: David Lynch ( Egyesült Államok) ( FRA, USA) - Moulin Rouge!, rendezte: Baz Luhrmann ( USA, AUS) - A fiú szobája (La stanza del figlio), rendezte: Nanni Moretti ( ITA, FRA) - Az ember, aki ott se volt (The Man Who Was not There), rendezte: Joel Coen ( USA, GBR) - Traffic, rendezte: Steven Soderbergh ( GER, USA)                                    |
| Tiszteletbeli César                        | - Anouk Aimée - Jeremy Irons - Claude Rich |

## Többszörös jelölések és elismerések
A statisztikában a különdíjak nem lettek figyelembe véve.
| Jelölés | Díj | Magyar cím                    | Eredeti cím                         |
| ------- | --- | ----------------------------- | ----------------------------------- |
| 13      | 4   | Amélie csodálatos élete       | Le fabuleux destin d'Amélie Poulain |
| 9       | 4   | A számat figyeld              | Sur mes lèvres                      |
| 9       | 2   | Tiszti szoba                  | La chambre des officiers            |
| 5       | 1   | Káosz                         | Chaos                               |
| 4       | 1   | Farkasok szövetsége           | Le pacte des loups                  |
| 3       | 1   | Vándormadarak                 | Le peuple migrateur                 |
| 3       | 0   | Homok alatt                   | Sous le sable                       |
| 2       | 1   | A zongoratanárnő              | La pianiste                         |
| 2       | 1   | Senkiföldje                   | No Man's Land                       |
| 2       | 0   | Betty Fisher és a többiek     | Betty Fisher et autres histoires    |
| 2       | 0   | Egy fecske csinált nyarat     | Une hirondelle a fait le printemps  |
| 2       | 0   | Egy hölgy és a herceg         | L'anglaise et le duc                |
| 2       | 0   | Roberto Succo                 | Roberto Succo                       |
| 2       | 0   | Színésznő a feleségem         | Ma femme est une actrice            |
| 2       | 0   | Tanguy – Nyakunkon a kisfiunk | Tanguy                              |